# Hygrocybe persistens
Hygrocybe persistens är en svampart. Hygrocybe persistens ingår i släktet Hygrocybe och familjen Hygrophoraceae.

## Underarter
Arten delas in i följande underarter:
- konradii
- persistens